# George Petrone
George Petrone (n. 14 aprilie 1936, Pașcani) a fost un epigramist român.

## Lucrări
- Scîrț! Epigrame și catrene epigramatice (Ed. Timpul, Iași, 2006)
- Potcoave de cai verzi. Schițe și tablete umoristice (Ed. Timpul, Iași, 2006)